# کتلن ویرا
کتلن ویرا (انگلیسی: Ketlen Vieira؛ زادهٔ ۲۶ اوت ۱۹۹۱) ورزشکار هنرهای رزمی ترکیبی اهل برزیل است. وی از سال ۲۰۱۴ میلادی تاکنون مشغول فعالیت بوده‌است.
ویرا یک رزمی‌کار ترکیبی حرفه‌ای برزیلی است که در حال حاضر در بخش خروس وزن زنان سازمان یواف‌سی رقابت می‌کند. در ۸ اکتبر ۲۰۲۴، او در رتبه‌بندی دسته خروس وزن زنان یواف‌سی رتبه سوم را دارد.